# Kami-Shakujii (estación)
La estación Kami-Shakujii (上石神井駅, Kami-Shakujii-eki) es una estación de ferrocarril japonesa de la línea Seibu Shinjuku en Nerima, Tokio, operada por la empresa ferroviaria privada Seibu Railway.

## Historia
La estación de Kami-Shakujii entró en servicio el 16 de abril de 1927. La numeración de la estación se introdujo en todas las líneas de ferrocarril de Seibu Railway durante el año fiscal 2012, con la estación Kami-Shakujii convirtiéndose en la "SS13".

## Líneas
Kami-Shakujii está conectada con 47.5 km de vía férrea que van de Seibu Shinjuku en Tokio a Hon-Kawagoe en la prefectura de Saitama.

### Diseño

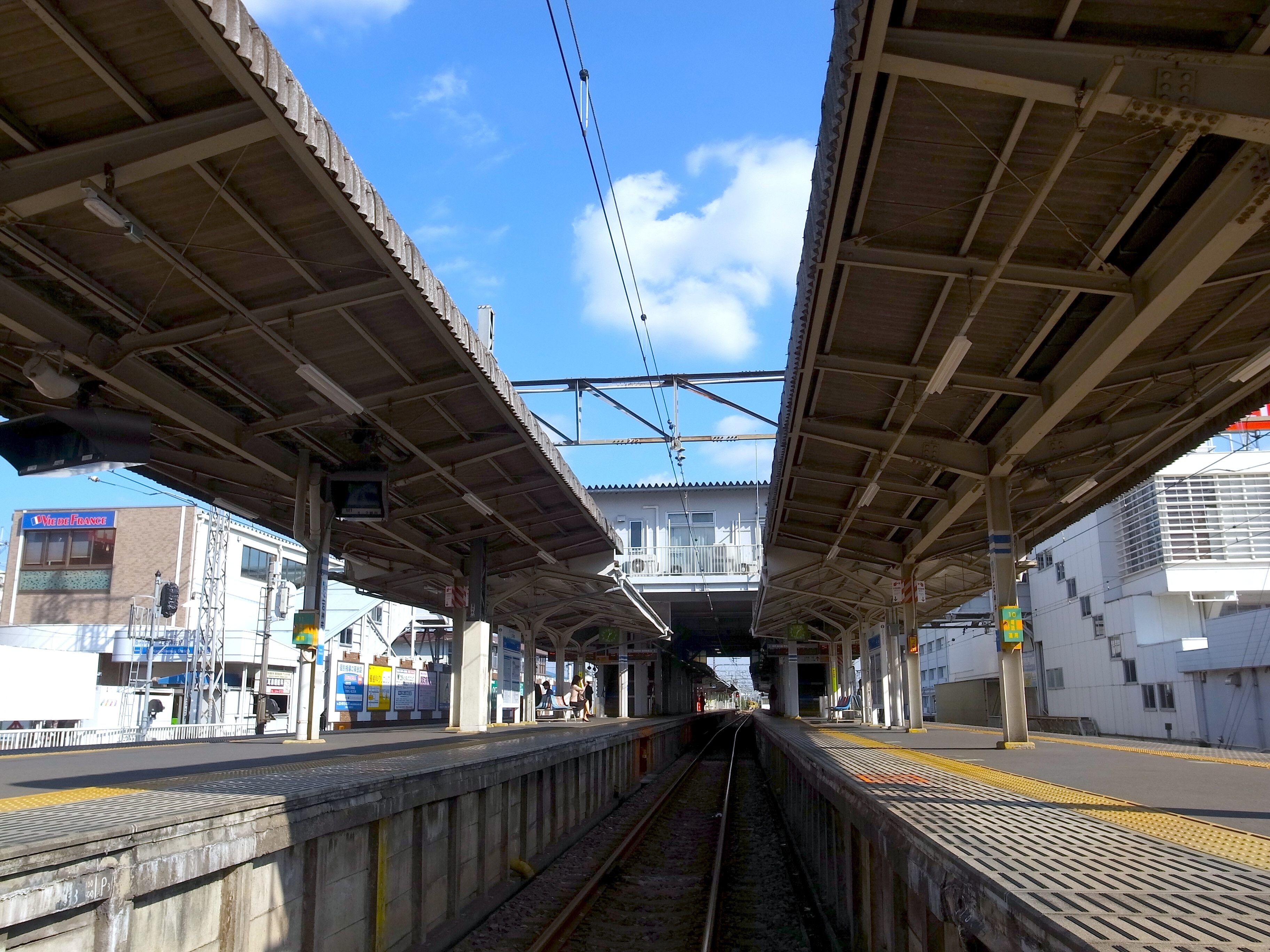
Plataformas de la estación, octubre de 2014

La estación tiene dos islas de plataformas que sirven a cuatro carriles.

### Plataformas
1. Seibu Shinjuku Line para Tanashi, Tokorozawa, Haijima y Hon-Kawagoe.
2. Seibu Shinjuku Line para Tanashi, Tokorozawa, Haijima y Hon-Kawagoe.
3. Seibu Shinjuku Line para Saginomiya, Takadanobaba y Seibu--Shinjuku.
4. Seibu Shinjuku Line para Saginomiya, Takadanobaba y Seibu--Shinjuku

### Estaciones adyacentes
- Saginomiya > Conmuter Exprés > Tanashi
- Saginomiya > Exprés > Tanashi
- Saginomiya > Semiexprés > Musashi-Seki
- Kami-Igusa > Local > Musashi-Seki

(El tren Limited Express no para en esta estación)

### Estadísticas de viajeros
En el año fiscal 2013, la estación fue la 21a. más ocupada en la red Seibu con un promedio de 43.643 pasajeros diarios. Las cifras de pasajeros de años anteriores se muestran a continuación. 
| Año fiscal | Promedio diario |
| ---------- | --------------- |
| 2009       | 44.329          |
| 2010       | 43.382          |
| 2011       | 42.287          |
| 2012       | 43.091          |
| 2013       | 43.643          |